# Töre församling
Töre församling var en församling i Norra Norrbottens kontrakt i Luleå stift. Församlingen ligger i Kalix kommun i Norrbottens län och ingick i Kalix pastorat. Församlingen uppgick 2018 i Kalix församling.

## Administrativ historik
Enligt beslut den 7 april 1899 förordnades att västra området av Nederkalix församling skulle, efter vissa villkor blivit uppfyllda, avskiljas till en egen församling och pastorat. Området omfattade hemmanen eller byarna Bjumisträsk, Bondersbyn eller Bondeborg, Bredträsksund med Kamlungeträsk, Flakaträsk västra, Gallbergsträsk, Kamlunge, Kosjärv, Stora Lappträsk eller Bredviksudden, Lappvik, Långfors, Marieberg eller Långsel, Siknäs, Småträsk, Sören, Tjälfors, Törböle, Töre, Veniksel, Västanfors, Yttermorjärv, Övermorjärv, Bredfors, Grundforsbäcken, Hataträsk, Holmselet, Idbäcken, Lagaträsk, Mjöträsk, Moåtjälen, Rånön, Bergön, Småsel och Tjäruträsk jämte åtskilliga lägenheter, holmar och skär. Enligt beslut den 26 mars 1909 trädde förändringen i kraft 1 maj 1909 och Töre församling bildade då en egen församling och eget pastorat. Den 1 januari 1924 (enligt beslut den 28 mars 1923) utbröts Töre församling ut ur Nederkalix landskommun för att bilda Töre landskommun, samtidigt som Töre socken blev en särskild jordebokssocken, utbruten ur Nederkalix jordebokssocken.
Töre församling var mellan 1 januari 1929 (enligt beslut den 28 oktober 1927) och 1 juli 1991 indelad i två kyrkobokföringsdistrikt: Töre kbfd (251201, från 1967 251402) och Morjärvs kbfd (251202, från 1967 251403).
Den 1 januari 2018 upphörde Töre församling genom att den uppgick i Kalix församling.

### Pastorat
- 1 maj 1909 till 2014: eget pastorat
- 1 januari 2014-31 december 2017: Kalix pastorat.[6]

## Areal
Töre församling omfattade den 1 januari 1911 en areal av 890,70 kvadratkilometer, varav 832,80 kvadratkilometer land, och den 1 januari 1952 fortfarande samma areal. Båda dessa arealsiffror var baserade på Generalstabskartan i skala 1:100 000 över Norrbottens län upprättad 1876-1897. Efter nymätningar och arealberäkningar färdiga den 1 januari 1954 omfattade församlingen den 1 januari 1961 en areal av 925,07 km², varav 869,33 km² land. Töre församling omfattade den 1 januari 1986 en areal av 925,1 km², varav 869,3 km² land.

## Befolkningsutveckling
| Befolkningsutvecklingen i Töre församling 1910–2015 | Befolkningsutvecklingen i Töre församling 1910–2015 | Befolkningsutvecklingen i Töre församling 1910–2015 | Befolkningsutvecklingen i Töre församling 1910–2015 | Befolkningsutvecklingen i Töre församling 1910–2015 |
| --- | --------------------------------------------------- | --------------------------------------------------- | --------------------------------------------------- | --------------------------------------------------- |
| |                                                     |                                                     |                                                     |                                                     |
| År |                                                     |                                                     | Folkmängd                                           |                                                     |
| 1910 | 1910                                                |                                                     | 4 413                                               |                                                     |
| 1915 | 1915                                                |                                                     | 4 312                                               |                                                     |
| 1920 | 1920                                                |                                                     | 4 475                                               |                                                     |
| 1925 | 1925                                                |                                                     | 4 556                                               |                                                     |
| 1930 | 1930                                                |                                                     | 4 544                                               |                                                     |
| 1935 | 1935                                                |                                                     | 4 792                                               |                                                     |
| 1940 | 1940                                                |                                                     | 4 977                                               |                                                     |
| 1945 | 1945                                                |                                                     | 5 210                                               |                                                     |
| 1950 | 1950                                                |                                                     | 5 109                                               |                                                     |
| 1955 | 1955                                                |                                                     | 4 840                                               |                                                     |
| 1960 | 1960                                                |                                                     | 4 496                                               |                                                     |
| 1965 | 1965                                                |                                                     | 3 681                                               |                                                     |
| 1970 | 1970                                                |                                                     | 3 055                                               |                                                     |
| 1975 | 1975                                                |                                                     | 2 887                                               |                                                     |
| 1980 | 1980                                                |                                                     | 3 031                                               |                                                     |
| 1985 | 1985                                                |                                                     | 2 900                                               |                                                     |
| 1990 | 1990                                                |                                                     | 2 847                                               |                                                     |
| 1995 | 1995                                                |                                                     | 2 791                                               |                                                     |
| 2000 | 2000                                                |                                                     | 2 529                                               |                                                     |
| 2005 | 2005                                                |                                                     | 2 354                                               |                                                     |
| 2010 | 2010                                                |                                                     | 2 160                                               |                                                     |
| 2015 | 2015                                                |                                                     | 2 032                                               |                                                     |
| Anm: För åren 1910 samt 1920-1945: befolkning enligt folkräkning 31 december enligt den administrativa indelningen den 1 januari följande år. 1950 avser befolkning enligt folkräkning den 31 december enligt den administrativa indelningen den 1 januari 1952. 1955 avser den kyrkobokförda befolkningen den 31 december enligt den administrativa indelningen den 1 januari följande år. 1960, 1965 och 1970 avser befolkning enligt folkräkning den 1 november enligt den administrativa indelningen den 1 januari följande år. För åren 1915, 1925 samt 1975-2015: befolkning 31 december enligt den administrativa indelningen den 1 januari följande år. Sedan 1 januari 2016 sker inte folkbokföring per församling och därmed kan det hända att vissa personer inte ingår i församlingens folkmängd då de är skrivna på de fiktiva fastigheten På kommunen skriven som inte delas upp på församlingsnivå då de inte kunnat folkbokföras på en särskild befintlig fastighet. Den totala befolkningen i Sveriges församlingar är därför lägre än hela rikets befolkning. |                                                     |                                                     |                                                     |                                                     |

## Series pastorum
Listan är inkomplett.
| Ämbetstid | Namn       | Levnadstid | Övrigt |
| --------- | ---------- | ---------- | ------ |
| 1918–1956 | Leo Ekmark | 1886–1966  |        |

## Kyrkor
- Töre kyrka
- Morjärvs kyrka